# Peter August van Sleeswijk-Holstein-Sonderburg-Beck
Peter August van Sleeswijk-Holstein-Sonderburg-Beck (Russisch: Пётр Август Фридрих Гольштейн-Бекский) (Königsberg, 7 december 1697 - Reval, 22 maart 1775) was van 1774 tot aan zijn dood hertog van Sleeswijk-Holstein-Sonderburg-Beck. 

## Levensloop
Peter August was de vijfde zoon van hertog Frederik Lodewijk van Sleeswijk-Holstein-Sonderburg-Beck en diens echtgenote Louise Charlotte, dochter van hertog Ernst Günther van Sleeswijk-Holstein-Sonderburg-Augustenburg.
Van 1743 tot 1753 was hij gouverneur-generaal van Reval en gouverneur van het gouvernement Estland. In 1758 werd hij benoemd tot veldmaarschalk in het Russische leger. In 1774 volgde Peter August zijn oudere broer Karel Lodewijk op als hertog van Sleeswijk-Holstein-Sonderburg-Beck.
In 1775 stierf hij op 77-jarige leeftijd. Hij werd bijgezet in de Sint-Nicolaaskerk van Reval, sinds 1918 Tallinn genoemd. Als hertog van Sleeswijk-Holstein-Sonderburg-Beck werd hij opgevolgd door zijn kleinzoon Frederik Karel Lodewijk.

## Huwelijken en nakomelingen
Op 5 september 1723 huwde Peter August met Sophia (1695-1728), dochter van landgraaf Filips van Hessen-Philippsthal. Ze kregen drie kinderen:
- Karel (1724-1726)
- Ulrika Amalia Wilhelmina (1726-1726)
- Karel Anton August (1727-1759)

Op 15 maart 1742 huwde hij met zijn tweede echtgenote Natalja Nikolajevna Golovina (1724-1767), dochter van graaf Nicolaas Fjodorovitsj Golovin. Ze kregen drie kinderen:
- Peter (1743-1751)
- Alexander (1744-1744)
- Catharina (1750-1811), huwde met vorst Ivan Sergejevitsj Barjatinski